# Нядбакі
Нядбакі́ (рос. Нядбаки) — село у складі Охотського району Хабаровського краю, Росія. Входить до складу Інського сільського поселення.

## Населення
Населення — 49 осіб (2010; 102 у 2002).
Національний склад (станом на 2002 рік):
- евени — 100 %